# Sur blanc II
Sur blanc II – en allemand Auf Weiss II – est un tableau réalisé par le peintre d'origine russe Vassily Kandinsky entre février et avril 1923 à Weimar, en Allemagne. D'un format presque carré, cette huile sur toile est une abstraction colorée sur fond blanc. Donation de Nina Kandinsky en 1976, l'œuvre est conservée au musée national d'Art moderne, à Paris, en France.